# Madagaskargraszanger
De madagaskargraszanger (Cisticola cherina) is een zangvogel uit de familie Cisticolidae.

## Verspreiding en leefgebied
Deze soort is endemisch in Madagaskar.

## Status
De grootte van de populatie is niet gekwantificeerd maar de soort wordt omschreven als algemeen in heel Madagascar. Op de Rode lijst van de IUCN heeft deze soort de status niet bedreigd.